# Xiaomi Redmi Note
Xiaomi RedMi Note, portant le nom en Chinois : Xiǎomǐ Hongmi Note (chinois simplifié : 小米红米Note) est une gamme de  smartphones de la marque chinoise Redmi (filiale de Xiaomi Tech). C'est un segment marketing situé au dessus de l'entrée de gamme de Redmi.

## Xiaomi RedMi Note 1

### Version 3G
Il est présenté en avril 2014. Il existe en deux modèles.
Le modèle standard embarque un processeur MediaTek MT6592 8 cœurs à 1,4 GHz gravé en 28 nm avec une mémoire RAM de 1 Go. Il est équipé d'un écran 1280 × 720 de 5,5" et d'un processeur MediaTek MT6592 8 cœurs. Son prix est de 799 ¥ (environ 112 €). 
Le modèle amélioré a le même processeur mais avec une fréquence plus élevée, à 1,7 GHz ; sa mémoire RAM est elle aussi augmentée à 2 Go,. Son prix est de 999 ¥ (environ 139 €). 

### Version 4G
Le 6 août 2014, Xiaomi annonce une variante du RedMi Note au même prix, cette fois-ci compatible 4G LTE. Ses caractéristiques ont été revisitées :
- Un processeur Snapdragon 400 cadencé à 1,6 MHz
- 2 Go de mémoire RAM
- Android 4.4.2 KitKat
- Compatibilité 4G TDD-LTE (fréquences 4G LTE chinoise)[5]
- Un DAS de 1,26 W/kg[1]

En mars 2015, une variante est équipée d'un Snapdragon 410, compatible FDD-LTE qui permet donc de recevoir la 4G sur les fréquences françaises. Le smartphone possède les caractéristiques techniques suivantes : 
- Qualcomm Snapdragon 410 MSM8916
- GPU Adreno 306
- Android 4.4, MIUI 6
- 2GB RAM
- Mémoire interne de 16 Go
- Extension Micro SD pouvant aller jusqu'à 32 Go
- Dual-SIM
- 4G FDD-LTE
- Bluetooth BT4.0LE
- Wi-Fi dans les bandes 2,4 GHz et 5 GHz 802.11 a/b/g/n

Le prix est inchangé.
Fin 2020, la version d'entrée de gamme Redmi 9 est sur le marché. En 2022, les versions 10 et 11 et leurs variantes sont commercialisées dans l'intervalle, et la version 12 en 2023.